# Скобов, Евгений Дмитриевич
Евгений Дмитриевич Скобов (род. 21 марта 1940, Ленинград) — советский и российский учёный-кораблестроитель, доктор технических наук, профессор.

## Ранние годы
Родился 21 марта 1940 года в Ленинграде. Его отец, Дмитрий Прохорович Скобов — известный учёный и один из родоначальников разработки теории движения подводных лодок и торпед.
Во время войны Евгений Скобов находился в блокадном Ленинграде, весной 1943 года был эвакуирован с родителями по Дороге жизни через Ладожское озеро во Владивосток. После войны семья вернулась в Ленинград. В 1957 году Евгений Скобов окончил школу № 8 с серебряной медалью. Во время обучения в школе проявил большие способности в игре в шахматы и в 14 лет завоевал звание кандидата в мастера спорта.
Евгений Скобов хотел стать профессиональным шахматистом, но отец настоятельно рекомендовал поступать на физический факультет ЛГУ им. Жданова. Евгений Дмитриевич учёл эти рекомендации и в 1963 году окончил Ленинградский кораблестроительный институт, а затем, в 1968 году, с красным дипломом окончил математико-механический факультет ЛГУ им. Жданова.

## Научная карьера
Научная и преподавательская деятельность Евгения Дмитриевича Скобова более 50 лет связана с факультетом морского приборостроения Ленинградского кораблестроительного института (ныне Санкт-Петербургский государственный морской технический университет). Евгений Дмитриевич Скобов прошел путь, включающий все преподавательские должности — от ассистента до профессора.
В 1969 году защитил диссертацию на степень кандидата технических наук.
В 1996 году защитил докторскую диссертацию.
В 2010 году Е. Д. Скобову присвоено звание профессора по кафедре математики и моделирования социально-экономических процессов.

## Научные достижения
Диссертационные исследования и другие научные изыскания Е. Д. Скобова направлены на совершенствование конструкции и методов применения торпедного оружия. Евгений Дмитриевич внёс значительный вклад в развитие и совершенствование торпедного оружия и укрепление обороноспособности государства. В последние годы он разрабатывает принципы группового применения интеллектуальных подводных роботов.
Е. Д. Скобов — научный руководитель 10 защищённых кандидатских диссертаций, им опубликовано более 300 научных работ и более 50 пособий и руководств.
Евгений Дмитриевич подготовил более 1000 студентов, руководил квалификационными работами нескольких сотен специалистов, магистров и бакалавров, читал курсы по нескольким десяткам дисциплин технического направления.
Более 15 лет Е. Д. Скобов является неизменным научным редактором научно-технического сборника «Корабельное вооружение и подводные технологии». Благодаря его руководству сборник рекомендован ВАК для публикации статей соискателей званий кандидатов и докторов технических наук.
В 2020 году награждён медалью «За заслуги в обеспечении национальной безопасности» с формулировкой «за большой личный вклад в обеспечение национальной безопасности Российской Федерации».

## Семья и личная жизнь
Евгений Дмитриевич Скобов — потомственный учёный в третьем поколении.
- Дед — Лопухин, Владимир Борисович (1871—1941), директор Департамента общих дел Министерства внутренних дел, действительный статский советник, камергер.
- Отец — Скобов, Дмитрий Прохорович (1901—1963), Заслуженный деятель науки и техники России, учёный в области механики и её приложений в кораблестроительных науках[5].

Профессор Скобов имеет большие достижения в спорте. Евгений Дмитриевич — незаурядный шахматист, дарование которого ценили такие признанные гроссмейстеры, как А. К.  Толуш, В. Л. Корчной, М. Е. Тайманов, Б. В. Спасский. Прекрасно играл в баскетбол и волейбол, был неоднократным победителем университетских, районных и городских соревнований.